# Jardin de Sioufi

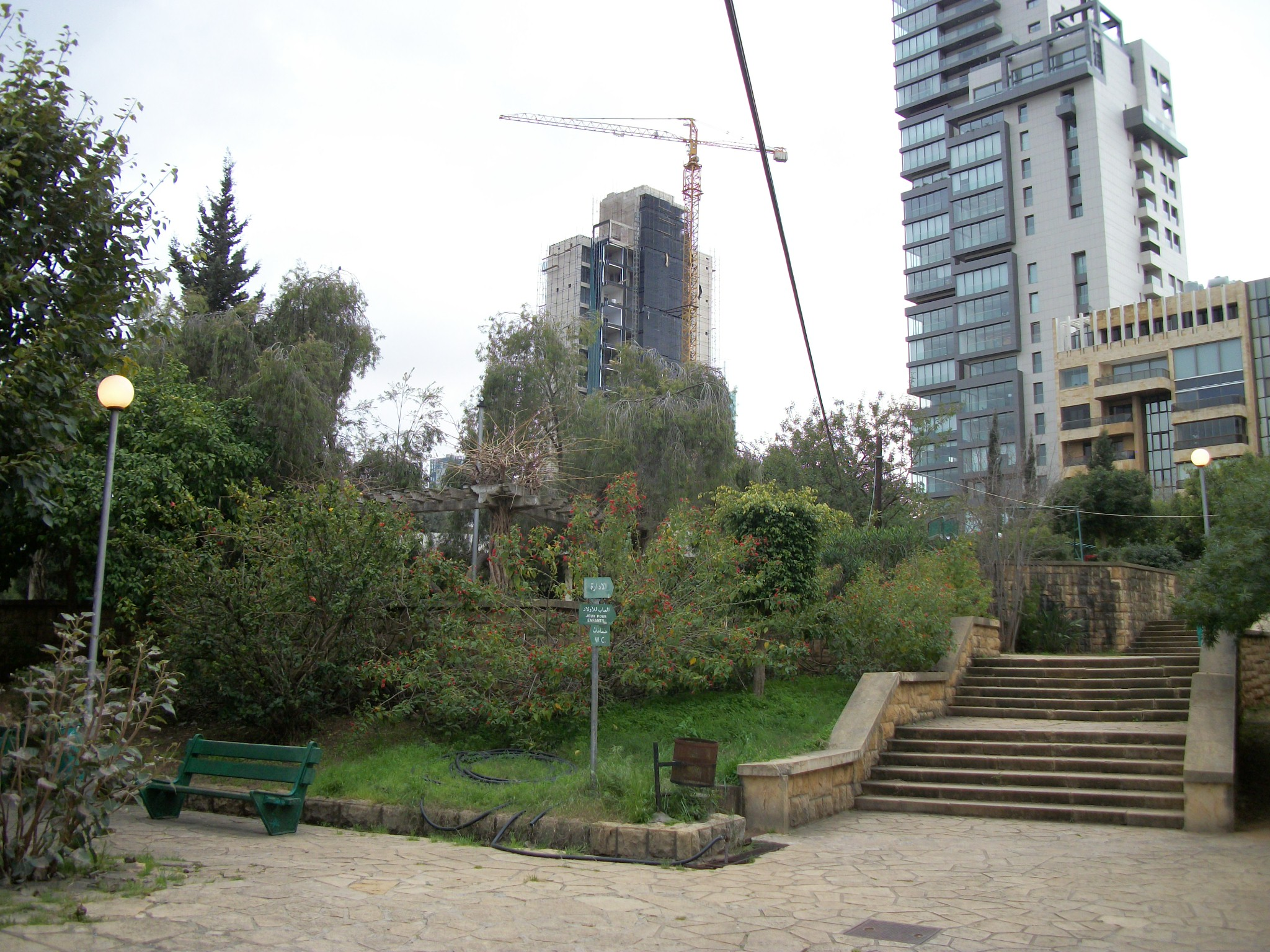
Le jardin de Sioufi dans le district d'Achrafieh à Beyrouth

Le jardin de Sioufi est un jardin public dans le district d'Achrafieh à Beyrouth, au Liban. Le jardin donne sur l'avenue Président Émile Lahoud, le fleuve de Beyrouth et les sommets du Mont Liban. La superficie du jardin est de 20 000 mètres carrés.

## Histoire
Le jardin a pris son nom de son emplacement dans le quartier de Sioufi, situé à l’est de la colline d’Achrafieh. Le nom du quartier vient des usines de meubles de Sioufi construites dans la région en 1910; comme service au public, les propriétaires des usines maintenaient un jardin ouvert au public.

## Art publique
En 1997, Ashkal Alwan - L’Association libanaise des arts plastiques, en partenariat avec le Ministère libanais de la culture, a collaboré avec dix artistes afin d’installer définitivement leurs œuvres dans le jardin de Sioufi. Le but de l'installation permanente était de sensibiliser et d'éduquer le public sur l'importance culturelle de l'art et des espaces publics, ainsi que de permettre aux générations futures d'accéder au travail créatif.Cet accès a permis au public et à la nature de modifier les œuvres d'art pour répondre au mieux à leurs besoins, comme La Garde de Charles Khoury a baissé ses ailes pour que les enfants puissent y monter. Ceci est l'une des nombreuses possibilités d'interaction avec les œuvres d'art pour les générations futures et passées avec une liste ci-dessous :
- La sphère de Marwan Rechmaoui dépend de la hauteur de vos genoux. Si c'est deux fois la hauteur de vos genoux, c’est une cachette idéale pour une partie de cache-cache, si c'est trois fois la hauteur des genoux, vous avez une chance de devenir Atlas car vous pouvez vous positionner de la même manière que celle décrite dans l'art classique. Si vous avez dépassé cette période, qui est généralement associée à l’introduction de la démocratie, elle peut servir de surface pour s’asseoir à moins qu’elle ne soit trop chaude. De cette manière, vous avez un point de vue de tout ce qui vous entoure sauf ce qui est sous vos genoux.
- La sculpture en ciment de Carma Naim Barakat est composée de cinq personnages ressemblant à des êtres humains dans une formation similaire à celle de Stonehenge. Les visiteurs du parc utilisent généralement les surfaces lisses pour s'asseoir car cette sculpture offre non seulement une position assise mais également une surface de table, ce qui manque aux bancs du parc dans le jardin de Souifi. L’intention initiale de l’artiste pour les surfaces de la table est d’incarner la forme abstraite de la tête humaine.
- De même, Hommage à Saint-Exupéry, destiné à permettre aux adultes de méditer et aux enfants de s’inspirer, conserve sa fonction en permettant aux visiteurs de reformuler sa métaphore visuelle en chaises longues afin de disposer d’un lieu de repos pour ces activités.
- Selon l'artiste Houssam Hatoum, Brahma représente le Créateur de l'Univers, les jours de l'Univers qui ont passé et les jours qui restent. Il a également servi d'inspiration pour les hauteurs de Souifi juste derrière et le représente maintenant aussi. Bien que le parc ait été entretenu, il se trouvait dans un terrain en herbe sans arbres à côté. Il constituait le seul endroit ombragé de ce terrain en herbe et était utilisé par les couples car sa largeur était parfaite pour servir de dossier. Actuellement, il est légèrement obscurci entre plusieurs arbres et généralement inutilisé, Brahma a donc eu recours à sa forme initiale de sculpture.
- L'oiseau d'Imad Issa étendu sur le sol ne se trouve pas dans le parc.
- L'agora de Najoua Nahas est constituée de quatre structures en béton de différentes tailles et formes permettant un affichage ombreux ludique ont été complétées par des oiseaux couchés dans ses crevasses. Les structures des vagues permettent aux oiseaux d’atterrir en ajoutant de nombreuses ombres cinétiques.
- La garde est devenue la Lady Bird et la Lady Bird est devenue la garde par le biais d'interventions de visiteurs du parc. La garde était censée protéger le terrain vert comme un épouvantail selon l'artiste, mais les enfants n'en ont jamais eu peur et grimpent toute la journée au sommet de la Garde au point que le terrain vert soit transformé en terrain de jeu. Lady Bird est une sculpture qui fonctionnait également comme une plate-forme tournante pour les enfants ne tourne plus, mais repose et protège le terrain situé en dessous.
- Les Trois Portes, en référence aux trois portes du jardin, à l'union du corps, de la pensée et de l'esprit (en), et à toutes les saintes trinités selon l'artiste, ont été submergées par le sol et pavées par des incidents de trébuchement, de chute et blessures causées lors de la traversée journalière à travers les Trois Portes. C'est maintenant un sentier qui cache moins d’un quart de la sculpture pour faciliter l’expérience des visiteurs.

## Galerie d'images

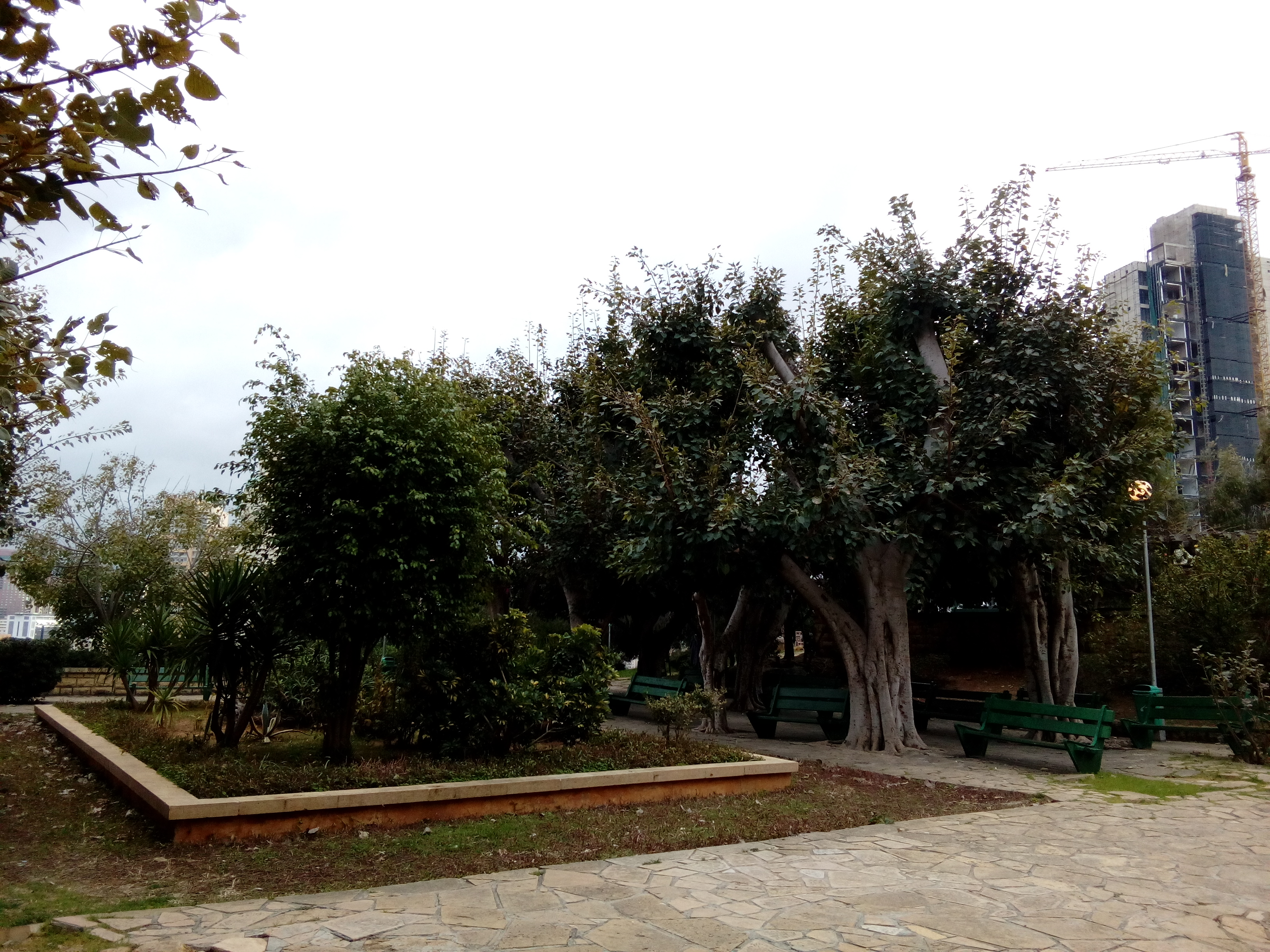
Le jardin de Sioufi
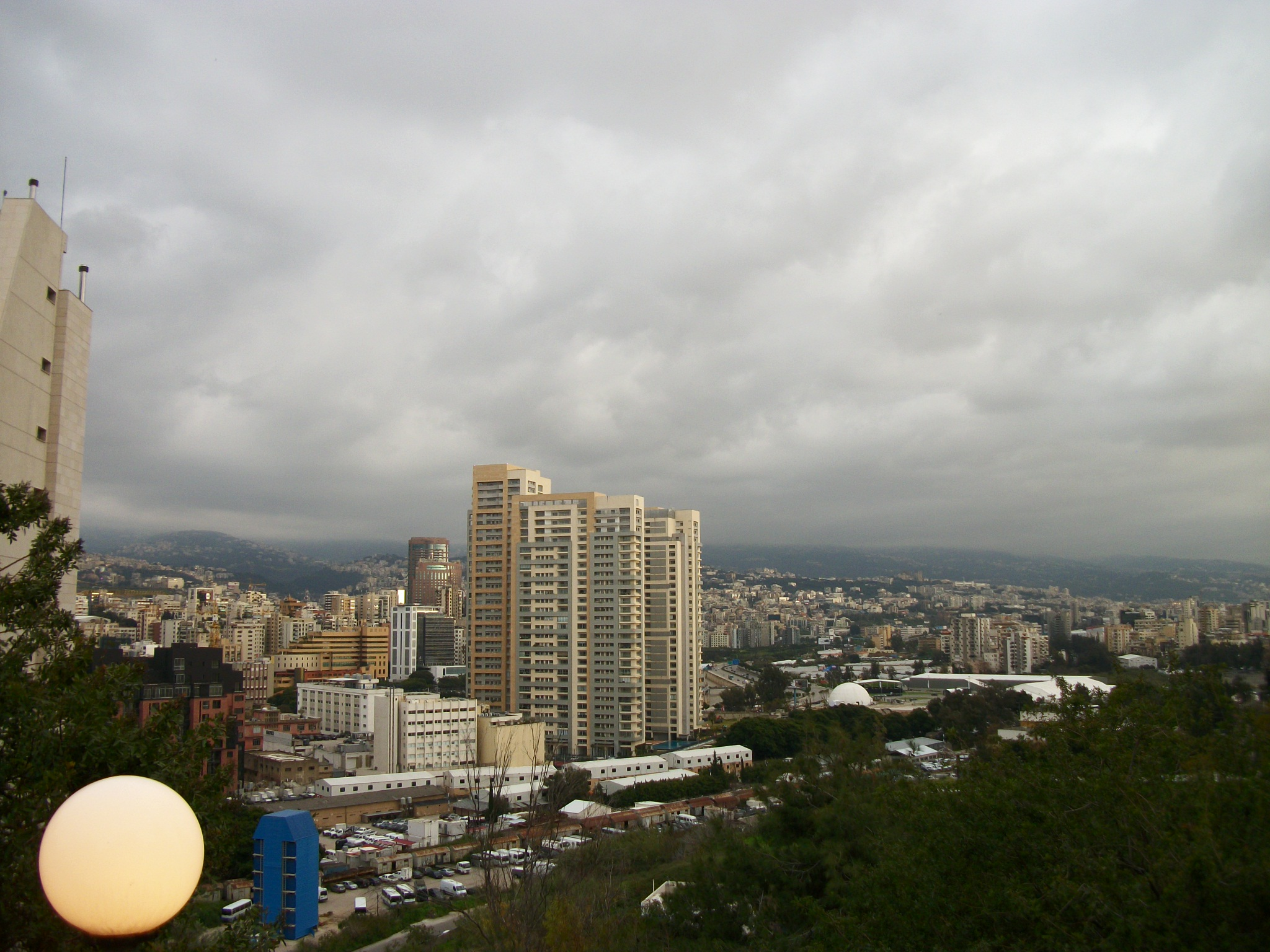
Vue de Beyrouth depuis les hauteurs du jardin de Sioufi
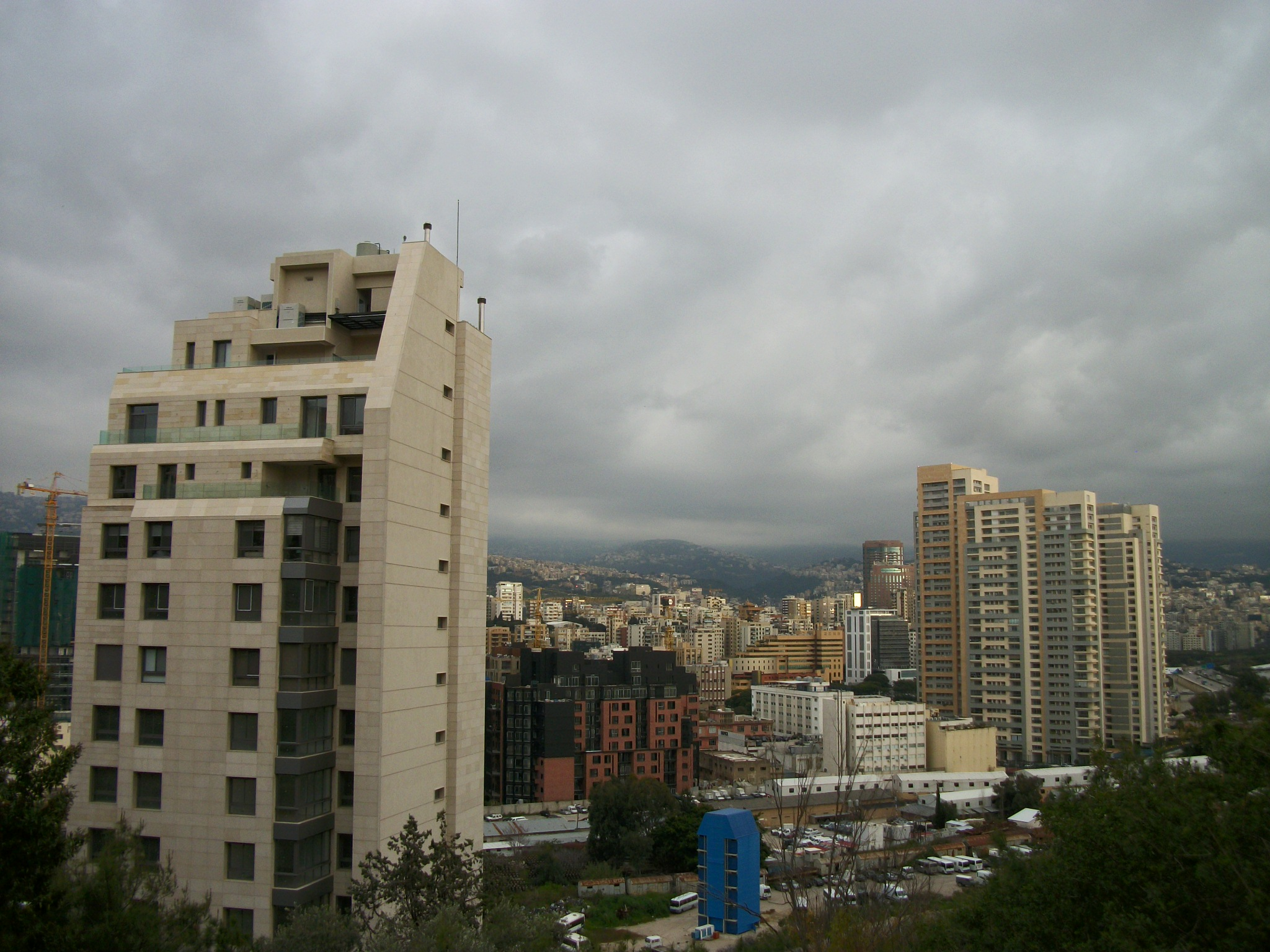